# Elephantopus
Genre
Elephantopus (Elephantsfoot en anglais) est un genre de plante à fleurs dans la famille des astéracées (composées).
Ce sont des plantes vivaces.

## Liste des espèces
Selon Hassler, 2018.
- Elephantopus angolensis
- Elephantopus arenarius
- Elephantopus biflorus
- Elephantopus carolinianus
- Elephantopus dilatatus
- Elephantopus elatus
- Elephantopus elongatus
- Elephantopus erectus
- Elephantopus hirtiflorus
- Elephantopus mendoncae
- Elephantopus micropappus
- Elephantopus mollis
- Elephantopus multisetus
- Elephantopus nudatus
- Elephantopus nudicaulis
- Elephantopus palustris
- Elephantopus piauiensis
- Elephantopus pratensis
- Elephantopus racemosus
- Elephantopus riparius
- Elephantopus scaber
- Elephantopus senegalensis
- Elephantopus tomentosus